# Magnus von Wright
Pour les articles homonymes, voir Wright.
Magnus von Wright (né le 13 juin 1805 à Kuopio et mort à Helsingfors le 5 juillet 1868) est un peintre et un ornithologue finlandais suédophone.

## Biographie
Magnus von Wright naît dans une riche famille suédoise de Kuopio. Il suit sa scolarité dans sa ville natale et ses études secondaires à Åbo, sanctionnées par l'obtention de son examen d'immatriculation. Depuis l'âge de 13 ans, il se passionne pour l'observation, la capture et la reproduction picturale d'oiseaux et lors de son séjour à Åbo, il rejoint, bien que non étudiant universitaire, l'association Societas pro Fauna et Flora Fennica, fondée par le professeur d'histoire naturelle, Carl Reinhold Sahlberg, afin d'étudier la flore et la faune finlandaise. Il part, à l'automne 1826, étudier l'art à l'Académie des Beaux-Arts de Stockholm, sous la direction de Carl Johan Fahlcrantz. Dans cette ville, il fait la connaissance du directeur du musée zoologique de l'Académie royale des sciences de Suède et obtient de ce dernier l'autorisation d'étudier à loisir la collection d'oiseaux conservée dans ce lieu.
Toujours dans la capitale suédoise et selon un projet financé par le comte Nils Bonde, un collègue ornithologue, il commence, à partir du mois d'août 1828, la réalisation de Svenska fåglar (1828-1838) (Oiseaux suédois), un ouvrage richement illustré de lithographies répertoriant les oiseaux vivants en Suède, pour laquelle il est assisté de l'un de ses plus jeunes frères, Wilhelm von Wright. Il est de retour en Finlande en 1829 où il réside dans la demeure familiale puis, en 1831, il part vivre et travailler à Helsingfors où il exerce le métier de cartographe, jusqu'en 1845, au service de topographie du grand-duché de Finlande. Parallèlement à leur activité professionnelle, Magnus von Wright et son ami le professeur Evert Julius Bonsdorff s'attèlent à la reconstitution de la collection de l'association Societas pro Fauna et Flora Fennica détruite lors de l'incendie des 4 et 5 septembre 1827 à Åbo, au cours duquel les deux tiers de la ville sont dévastés. En 1845 il quitte son emploi de cartographe pour celui de taxidermiste, nouvellement créé par l'université impériale Alexandre (aujourd’hui université d’Helsinki) pour ses collections zoologiques. Il est l'un des membres fondateurs, en 1846, de la Société des beaux-arts de Finlande et le seul artiste à siéger à son conseil d'administration. En 1849, il est nommé professeur de dessin à l'université d'Helsingfors et conserve cette activité jusqu'à sa mort.
Magnus von Wright se marie en 1837 avec Christina Sofia Sallmén et le couple aura neuf enfants. Il meurt le 5 juillet 1868, des suites d'une pneumonie et son épouse en 1874.

## Œuvres
Tout particulièrement réputé pour le réalisme minutieux de ses oiseaux peints pour l'ouvrage Svenska fåglar, Magnus von Wright est également un peintre de nature morte et de paysage ; il a d'ailleurs étudié ce dernier thème auprès du peintre norvégien Hans Gude, en 1857 à Düsseldorf.
Pour la série de livres Finland framstäldt i teckningar (La Finlande en images), il a ainsi exécuté 17 vues de son pays.

## Publications
- 1838 : Grunder i Teckna och Rita (Les bases du dessin), illustré de lithographies (Gravure reproduisant la couverture de Grunder i Teckna och Rita).
- 1859 : Finlands Foglar (Oiseaux finlandais).

## Sources
- (en) The Brothers from Haminalahti as Ornithologists d'Anto Leikola.

## Galerie

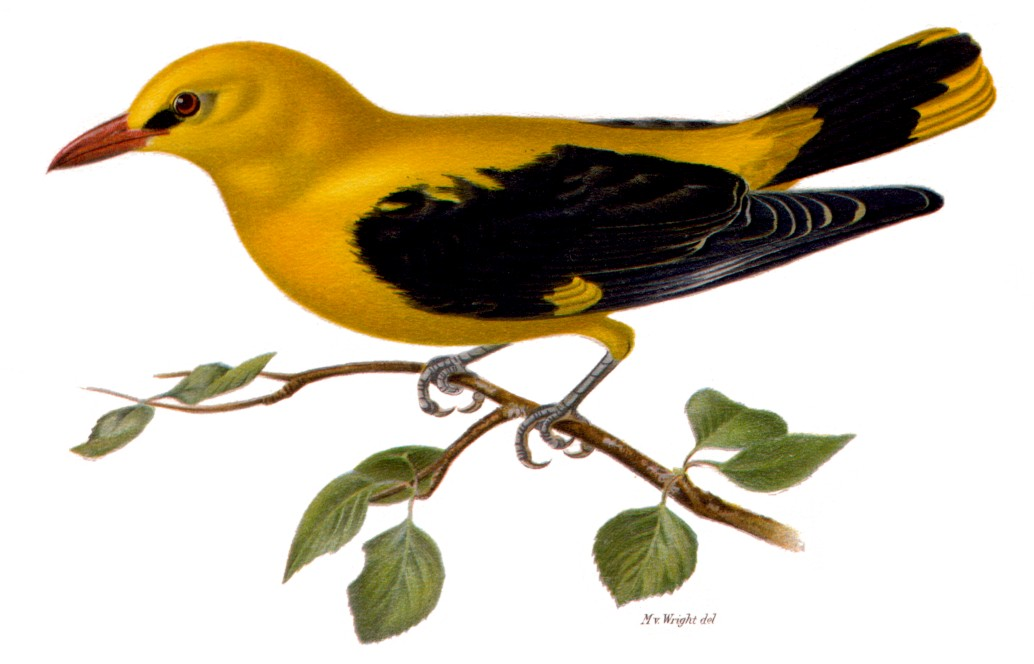
Loriot d'Europe (Oriolus oriolus).
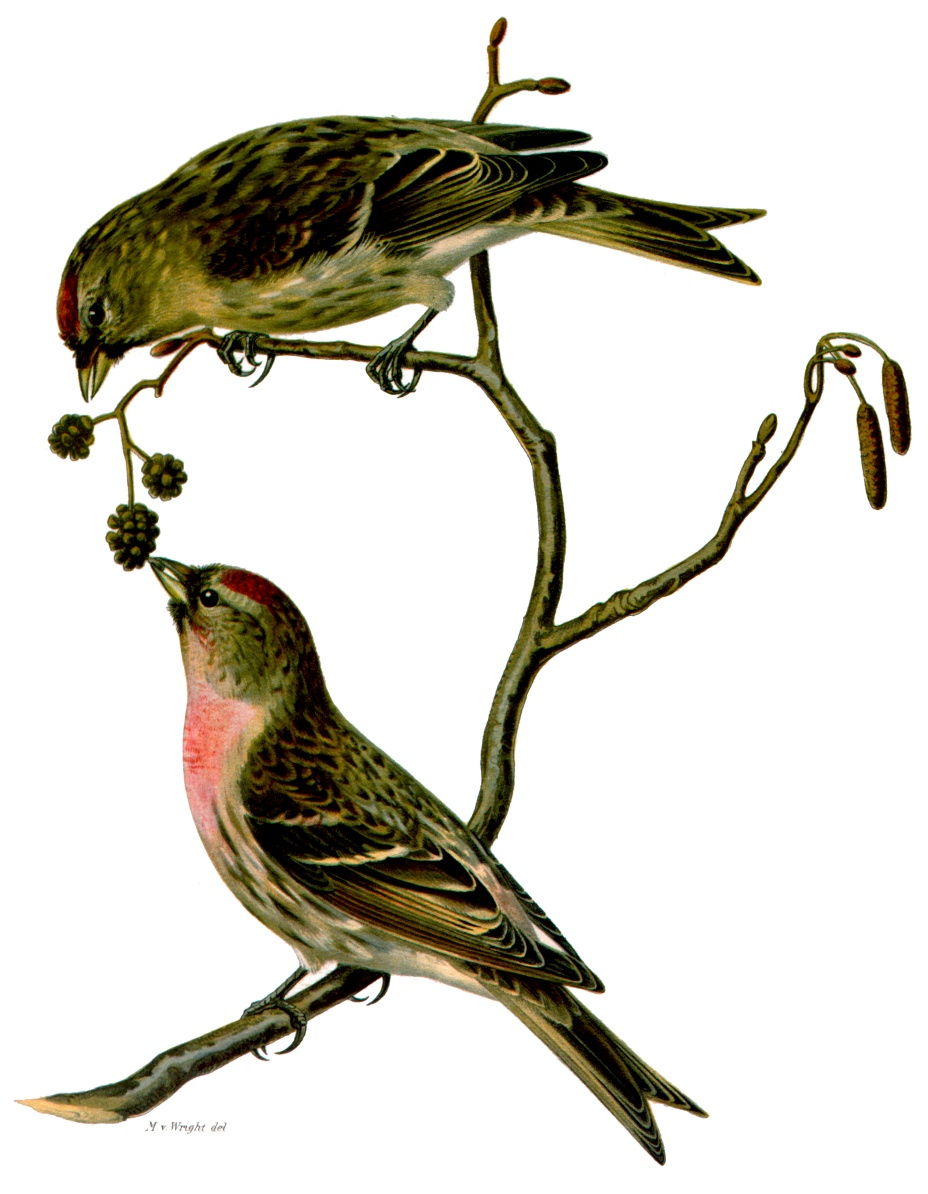
Sizerin flammé (Carduelis flammea).
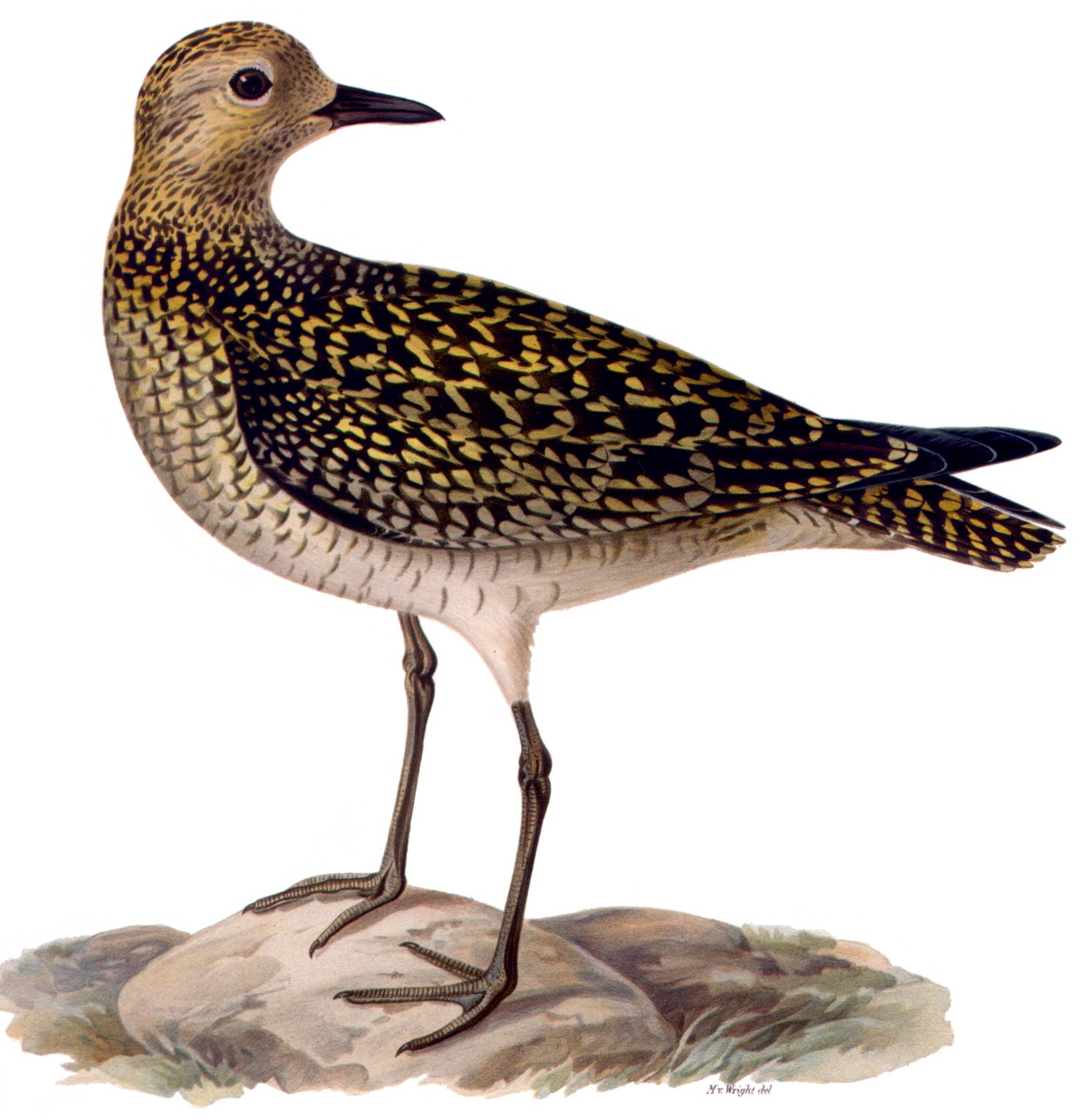
Pluvier doré (Pluvialis apricaria).
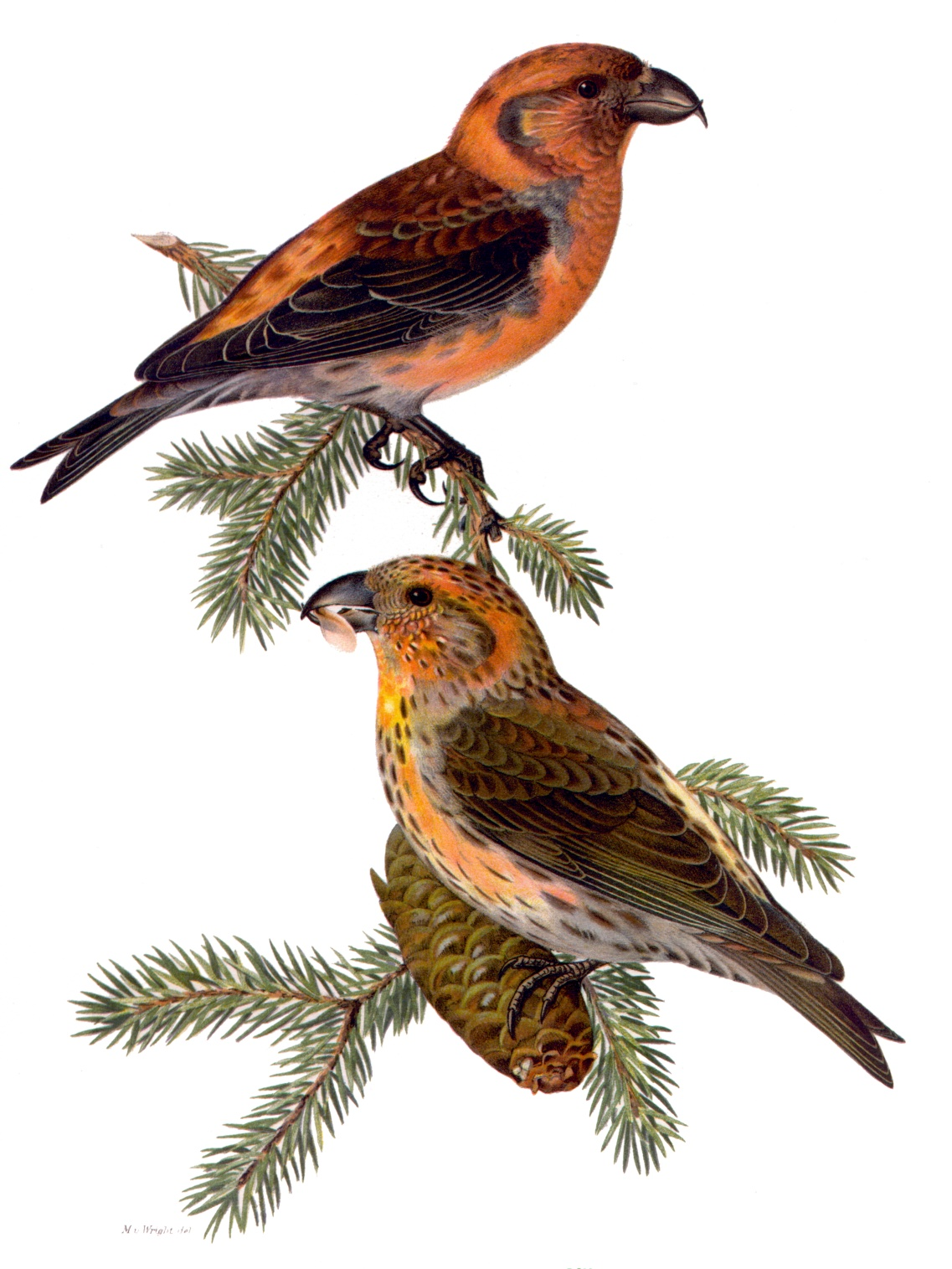
Bec-croisé des sapins (Loxia curvirostra).
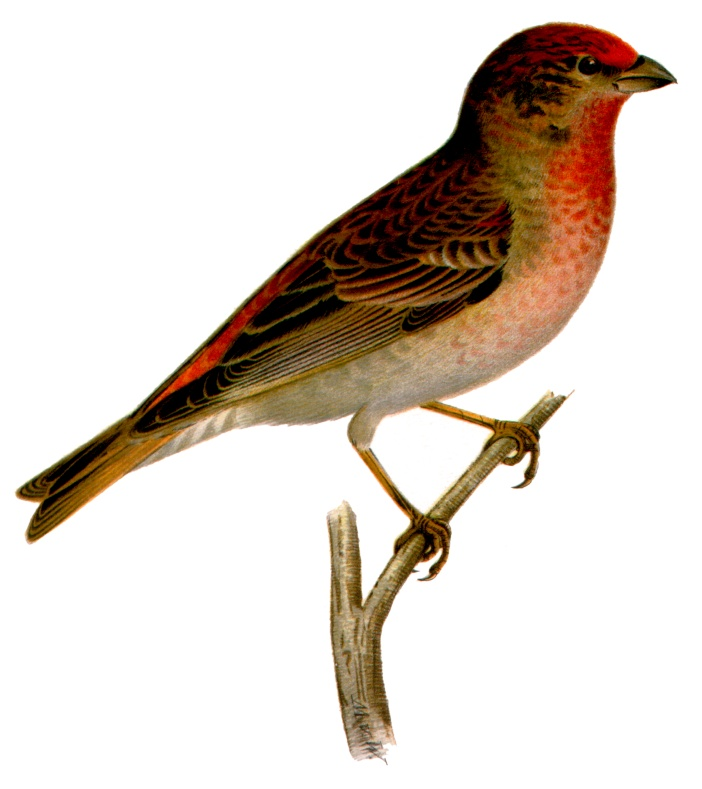
Roselin cramoisi (Carpodacus erythrinus).
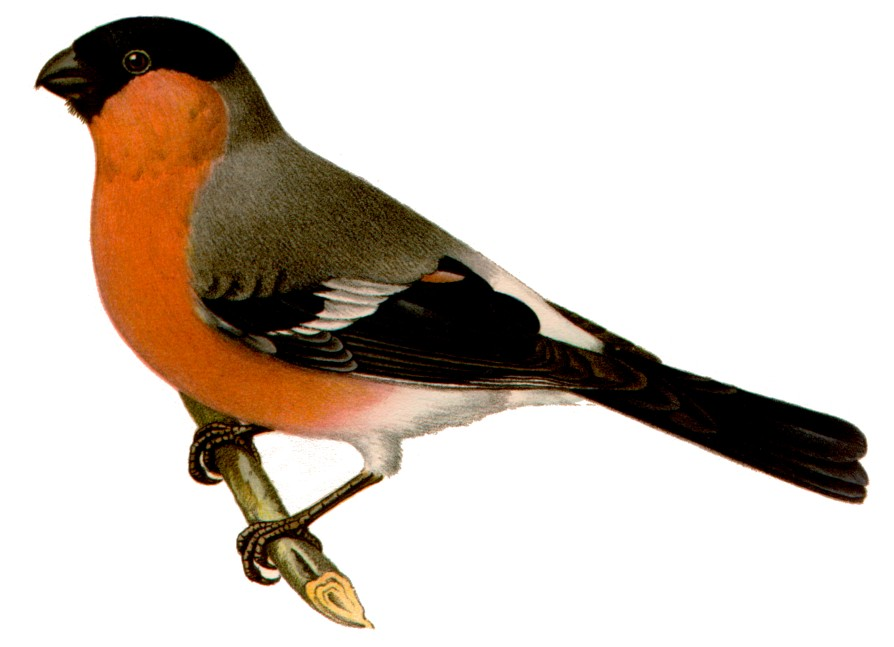
Bouvreuil pivoine (Pyrrhula pyrrhula male).